# 브라이언 리
브라이언 리(Brian Lee)는 본명은 브라이언 리 해리스(Brian Lee Harris, 1966년 11월 26일 ~ )다. 미국의 남자 전 프로레슬링선수다. 그는 WWF에서 밀리언 달러맨의 부하로서 WWF 링네임이 가짜 언더테이커 (Fake Undertaker)로 활동을 했으나 밀리언 달러맨 코퍼레이션이라는 일명 WWF 썸머슬램 1994에서 언더테이커로 상대를 한적도 있었다. 1996년 ~ 1997년까지 WWF 체인(Chainz)이라는 링네임 집단 선역 스테이블 디사이플스 오프 아포칼립스라는 활동을 한적도 있었다. 키는 197cm(6 ft 5 in)에다가 몸무게는 119kg(262 lb)이다. 그가 1988년 프로레슬링 입문하면서 2014년 프로레슬링을 은퇴하는 사람이다. 피니쉬는 런닝 데스 벨리 드라이버, 컨셀레이션(캐나디언 백브레이커 랙 드롭), 프라임타임 슬램(초크슬램), 툼스톤 파일드라이버(닐링 리버스 파일드라이버), 점핑 리버스 에스티오, 스피닝 버티컬 수플렉스, 브레인버스터로 사용을 한다.

## Professional wrestling highlights
- Finishing moves
  - Brainbuster - 1997-1998
  - Cancellation (Canadian backbreaker rack drop)
  - Double underhook powerbomb - 1988-1994, 1998-2014
  - Primetime Slam (Chokeslam)
  - Jumping reverse STO - 1988-1994, 1998-2014
  - Lifting cutter - 1997-1998
  - Running death valley driver - 1997-1998
  - Swinging vertical suplex - 1988-1994, 1998-2014
  - Tombstone Piledriver (Kneeling reverse piledriver) (as The Undertaker)
- Signature moves
  - Body slam
  - Diving knee drop
  - Drop toe-hold
  - Jumping neckbreaker
  - Leaping lariat
  - Lifting DDT
  - Seated senton to an opponent's leg draped over the first rope
  - Snap spinebuster
  - Standing camel clutch

- - Managers
  - Ted DiBiase
  - Downtown Bruno
  - Ron Fuller
  - James Mitchell
  - Tammy Lynn Sytch

- Nicknames
  - "The Bulldozer"
  - "The Bulldozer for Hire"
  - "The Killdozer"
  - "Prime Time"
  - "Underfaker" (As called by Paul Bearer and fans)

- Entrance music
  - "Everybody Wants You" by Billy Squier (SMW, 1991-1993, 1994)
  - "Back in the Saddle" by Aerosmith (SMW, 1993-1994)
  - "Get The Funk Out" by Extreme (SMW, 1994, 1995)
  - "Funeral March" by Jim Johnston (as The Undertaker) (1994)
  - "Train, Train" by Blackfoot (ECW, 1996-1997)
  - "Take You Under" by Dale Oliver (TNA, 2002-2003)

## 수상
- AIWF 월드 헤비웨이트 챔피언 (1회)
- CWA 헤비웨이트 챔피언 (1회)
- CWA 태그팀 챔피언 (2회) - 로버트 풀러 (1회), 그래플러 (1회)
- PWI 랭크드 힘 # 476 넘버 5 오프 더 500 베스트 싱글즈 레슬링 오프 더 "PWI 이열즈" 인 2003
- SMW 비트 더 챔프 텔레이전 챔피언 (2회)
- SMW 헤비웨이트 챔피언 (2회)
- SMW 태그팀 챔피언 (2회) - 크리스 칸디도
- NWA 서든 태그팀 챔피언 (1회) - 지미 골든
- NWA 월드 태그팀 챔피언 (1회) - 슬래쉬
- USWA 헤비웨이트 챔피언 (2회)
- USWA 유니파이드 월드 헤비웨이트 챔피언 (2회)
- USWA 월드 태그팀 챔피언 (4회) - 로버트 풀러 (3회), 돈 해리스 (1회)
- 워스트 퓨드 오프 더 이얼 1997 - 로스 보리쿠아즈